# Vincetoxicum mongolicum
Vincetoxicum mongolicum är en oleanderväxtart som beskrevs av Maximowicz. Vincetoxicum mongolicum ingår i släktet tulkörter, och familjen oleanderväxter. Inga underarter finns listade i Catalogue of Life.